# Star Castle (videogioco)
Star Castle è un videogioco arcade del 1980, prodotto da Cinematronics. Si tratta di uno sparatutto a schermata fissa in grafica vettoriale monocromatica: i colori sono derivati da pellicole di plastica trasparente sovrapposti al monitor. Una versione per Vectrex è datata 1983.

## Modalità di gioco
Il giocatore utilizza una navicella spaziale che può accelerare, ruotare e sparare; il suo obiettivo è quello di eliminare la fortezza spaziale del titolo, un grosso cannone protetto da tre scudi energetici concentrici che ruotano. Questi sono formati ciascuno da dodici sezioni, ognuna delle quali deve essere colpita per due volte; se tutte vengono distrutte dal giocatore, vengono immediatamente rigenerate. Una volta distrutte abbastanza sezioni, occorre colpire il cannone: ma anche quest'ultimo, se non ha scudi davanti a sé, può sparare al giocatore. Il cannone si difende anche lanciando delle mine, che seguono la navetta per un certo tempo e possono comunque essere distrutte, benché siano difficoltose da colpire. Ogni volta che il cannone viene distrutto il livello cambia, aumentando la velocità delle mine e della rotazione degli scudi.

## Opere derivate
D. Scott Williamson ha realizzato un adattamento della versione arcade di Star Castle per la console Atari 2600, un'impresa ritenuta impossibile da Howard Scott Warshaw, sviluppatore di Yars' Revenge. Finanziata in crowdsourcing e completata nel 2012, la versione per Atari è stata resa disponibile in versione limitata su cartuccia completa di scatola e manuale di istruzioni.

## Curiosità
Il cabinato arcade di Star Castle si vede nel film "Gli Acchiappafantasmi" del 1984 (scena dove ricevono la chiamata per il primo lavoro).